# Panizares
Panizares es una localidad del municipio burgalés de Merindad de Valdivielso, en la Comunidad Autónoma de Castilla y León (España).
Situada al norte de la provincia, en el límite oriental del Valle de Valdivielso, uno de los valles más bonitos de la provincia, cercano al embalse de Cereceda, en la falda de las estribaciones de la Sierra de la Tesla, en la comarca de as Merindades.
Su nombre aparece escrito por primera vez en el año 1270 en la documentación del Monasterio de San Salvador de Oña.
Panizares se divide en dos barrios, uno en la parte alta y otra en la parte baja, por lo que su caserío está integrado por casas tradicionales adaptadas a la fuerte pendiente.
A San Andrés Apóstol está dedicada su iglesia que aún presume de algunos restos de su primitiva construcción románica del siglo XII, como ventanas, canecillos, capiteles emplazados en su ábside semicircular y la mitad de la antigua portada románica tapiada parcialmente. El edificio se rehízo en el siglo XVI y entonces se abrió la puerta actual de estilo gótico, aunque su arco es de medio punto. En el interior, en la parte baja del ábside, destaca una arquería ciega formada por tres arcos escarzanos, rematados por capiteles vegetales.
Para los amantes del senderismo existen varios caminos, utilizados antiguamente para las labores diarias del campo y que hoy constituyen una buena opción para adentrarse en el medio natural.
En la cercana Sierra de la Tesla se elevan unas curiosas formaciones geológicas conocidas como “los cuchillos”.
El entorno que rodea este pequeño grupo rural está poblado por extensos pinares y bosques autóctonos de encina y quejigo. En las proximidades existe un recóndito lugar donde aún crece un grupo de tejos milenarios.
La iglesia está dedicada a san Andrés apóstol.

## Localidades limítrofes
Confina con las siguientes localidades:
- Al sureste con Tartalés de Cilla.
- Al sur con Cereceda.
- Al oeste con Condado.
- Al noroeste con Hoz de Valdivielso y Tartalés de los Montes.

## Demografía
Evolución de la población
| Gráfica de evolución demográfica de Panizares entre 2000 y 2017    |
|                                                                    |
| Población de derecho (2000-2017) según el padrón municipal del INE |

## Historia
Así se describe a Panizares en el tomo XII del Diccionario geográfico-estadístico-histórico de España y sus posesiones de Ultramar, obra impulsada por Pascual Madoz a mediados del siglo XIX:

aldea en la provincia, diócesis, audiencia territorial y capitanía general de Burgos (11 leguas), partido judicial de Villarcayo (4 ½) y ayuntamiento de la merindad de Valdivielso, cuya capital es Almiñé (2 ½); Situada sobre una sierra, al extremo oriental del valle llamado también de Valdivielso; su clima es bastante frío, la combate principalmente y con mucha violencia el viento NE; siendo las enfermedades catarrales y nerviosas las que se padecen con más frecuencia. Se compone de 15 casas; una fuente de buenas aguas; una iglesia parroquial (San Andrés) servida por un cura párroco y un sacristán, y un cementerio al O del pueblo. El término confina N Mijangos; E Tartales de Cilla; S Cereceda, y O Hoz de Valdivielso. Su terreno es secano y de ínfima calidad, habiendo un monte titulado la Horadada, poblado de abundantes pinos y algunas hayas. Caminos: los de servidumbre; y la correspondencia se recibe de la capital del partido por los mismos interesados. Las producciones son trigo alaga, comuña, titos, garbanzos, alubias, habas, yeros, arvejas, maíz y vino; cría ganado lanar y cabrío, y caza de perdices, corzos y jabalíes. Industria: la agrícola. Población: 12 vecinos, 58 almas. Imponible: 222 reales.
Diccionario geográfico-estadístico-histórico de España y sus posesiones de Ultramar